# Ura (Barentssee)
Die Ura (russisch Ура) ist ein 63 km langer Fluss im Nordwesten der Oblast Murmansk in Russland.
Der Fluss entspringt etwa 40 km westlich von Murmansk, fließt in nördlicher Richtung, durchfließt den See Kilpjawr und mündet schließlich bei Ura-Guba in das südliche Ende der Ura-Bucht und in die Barentssee.
Das Einzugsgebiet umfasst 1030 km², der mittlere Abfluss an der Mündung 14,5 m³/s.